# Genouilly (Cher)
Genouilly è un comune francese di 733 abitanti situato nel dipartimento del Cher, nella regione del Centro-Valle della Loira.

## Società

### Evoluzione demografica
Abitanti censiti